# Azucena Arbeleche
Azucena María Arbeleche Perdomo (29 de septiembre de 1970) es una economista, funcionaria, política y profesora uruguaya. Ejerció como Ministra de Economía y Finanzas de Uruguay desde el 1 de marzo de 2020, durante el gobierno encabezado por Luis Lacalle Pou.

## Biografía
Nació en 1970 como hija de Theresita Perdomo y Beltrán José Arbeleche. Su abuelo fue Beltrán Arbeleche, arquitecto conocido por diseñar edificios emblemáticos de Montevideo, como la Casa Matriz del Banco de Seguros del Estado, el Edificio de la Administración Nacional de Puertos y de la Bolsa de Comercio. Cursó sus estudios en el colegio The British Schools. En 1996 se graduó como economista de la Facultad de Ciencias Económicas y de Administración de la Universidad de la República. Tiene un máster en macroeconomía aplicada por la Universidad Católica de Chile. Realizó trabajo social, desempeñándose como maestra y catequista en barrios vulnerables.

## Trayectoria
Mientras cursaba su cuarto año de universidad trabajó para la Oficina de Planeamiento y Presupuesto. Entre marzo de 1995 y diciembre de 1996 se desempeñó como colaboradora en BGV Corredores de Bolsa y entre 1998 y 2000 en el Centro de Investigación Económica y Financiera en Santiago de Chile.
En 2001 ingresó a la Asesoría Macroeconómica del Ministerio de Economía y Finanzas, a pedido de su profesor Isaac Alfie, quien en ese entonces se desempeñaba como ministro. En esa posición participó del diseño e implementación de medidas frente a la crisis de 2002, y del proceso de reestructuración del total de la deuda pública en mayo de 2003.
Entre 2005 y 2010 se desempeñó como asesora de la Unidad de Gestión de Deuda del Ministerio de Economía y Finanzas, a pedido del entonces ministro Danilo Astori. Dirigió la misma desde 2011 a 2014, cuando renunció para sumarse a la campaña presidencial de Luis Lacalle Pou como asesora económica. Entre 2015 y 2019 se dedicó a la realización de consultorías independientes en gestión de deuda en el exterior a través del Fondo Monetario Internacional, el Banco Mundial y FONPLATA. Asimismo, ocupó el cargo de  directora del Centro de Estudios del Partido Nacional.
Se ha desempeñado como docente en universidades tales como la Universidad de la República, la Universidad Andrés Bello, la Universidad Católica del Uruguay y la Universidad de Montevideo.

## Ámbito político
Integrante del Partido Nacional, se encargó de los temas económicos de las campañas presidenciales de Luis Lacalle Pou de 2014 y 2019.
El 16 de diciembre de 2019 fue anunciada formalmente por el presidente electo Lacalle Pou como ministra de economía.
El 1 de marzo de 2020 asumió la titularidad del Ministerio de Economía y Finanzas, convirtiéndose en la primera mujer cabeza de la cartera. Está acompañada por Alejandro Irastorza en el cargo de subsecretario.
Días después de tomar posesión de la cartera de economía, la pandemia de COVID-19 llegó a Uruguay. A mediados de año enfrenta el desafío de reactivar la economía uruguaya y fomentar el empleo.
En 2022, fue galardonada con el Premio a la Mejor Ministra a Nivel Mundial por la World Government Summit Organization (WGSO) por la World Government Summit Organization (WGSO) el galardón fue entregado en Dubái.
Arbeleche manifiesta su admiración por el pensamiento keynesiano:

Lo que resume un poco mi sentir y donde me ubico es en lo que dice Keynes. El problema de la humanidad es combinar tres elementos: la eficacia económica, la justicia social y la libertad individual. Esto son los tres pilares sobre los cuales está construido el proyecto del Partido Nacional.
 Azucena Arbeleche, abril de 2020.

## Vida privada
Está casada con ingeniero químico Juan Alzugaray, y es madre de tres hijos: dos varones nacidos en Chile y una niña nacida en Boston, Estados Unidos.